# Leichen unter brennender Sonne
Leichen unter brennender Sonne (Originaltitel: Laissez bronzer les cadavres, franz. für „Lasst die Kadaver bräunen“) ist ein Neo-Western-Thriller-Film des Regieduos und Ehepaars Hélène Cattet und Bruno Forzani, der am 4. August 2017 im Rahmen des Locarno Film Festivals seine Premiere feierte. Er basiert auf dem Kriminalroman Laßt die Kadaver bräunen! von Jean-Patrick Manchette und Jean-Pierre Bastid aus dem Jahr 1971.

## Handlung
Nach einem brutalen Überfall auf einen Goldtransporter verschanzen sich Kriminelle in einem großen Anwesen auf einer französischen Mittelmeerinsel. Die Bewohner des Anwesens, bestehend aus der Malerin Luce und ihren zwei Liebhabern, sowie drei unschuldige Touristen sind davon wenig erfreut. Als im Laufe der Handlung auch noch zwei Polizisten das Anwesen inspizieren wollen, kommt es zu einem unausweichlich blutigem Showdown.

## Rezeption

### Kritiken
Der Film besitzt eine Rotten-Tomatoes-Beurteilung von 75 % aus 75 Kritiken, womit der Film als „garantiert frisch“ gilt. Auf Metacritic erhält der Film eine allgemein positive Bewertung von 62 auf Basis von 17 Kritiken, während der Nutzer-Score sich auf 7.5 von 10 beläuft. Über 3500 IMDb-Nutzer bewerten den Film durchschnittlich mit 6,2/10 Sternen, über 11.000 Letterboxd-Nutzer vergeben im Durchschnitt 3.5/5 Sterne.
Die Redaktion des Lexikon des internationalen Films vergab drei von fünf Sternen und kritisierte den Film „[s]tilistisch überladene Hommage an Italowestern und italienische Polizeifilme, in der die Handlung kaum Alibiwert besitzt und durch ständige Perspektiv- und Zeitsprünge noch weiter zerteilt wird.“

### Auszeichnungen
Magritte 2019:
- Auszeichnung für die beste Kamera
- Auszeichnung für den besten Ton
- Auszeichnung für das beste Szenenbild
- Nominierung als bester Film
- Nominierung für beste Regie
- Nominierung für den besten Nebendarsteller (Pierre Nisse)
- Nominierung für die besten Kostüme
- Nominierung für den besten Schnitt

Locarno Film Festival 2018:
- Nominierung für den Grende Piazza Publikumspreis (Prix du Public UBS)
- Nominierung für den Variety Piazza Grande Award

Warschauer Film Festival 2018:
- Nominierung für den Free Spirit Award

### Veröffentlichung
Der Film feierte seine Deutschland-Premiere im Rahmen der White Nights des Fantasy Film Fests 2018. Anschließend folgte eine direkte Heimkino-Auswertung von Koch Films, die den Film auf DVD, Blu-Ray und einem Blu-Ray Mediabook auf den Markt brachten. Im Februar 2020 folgte eine weitere Blu-Ray-Auswertung des Films im limitierten Mediabook von Plaion Pictures, die den Film gemeinsam mit den anderen beiden bis dato veröffentlichten Werken Forzanis und Cattets, Amer – Die dunkle Seite deiner Träume und Der Tod weint rote Tränen, in einer Edition namens Das Triptychon des Todes herausbrachten.